# Stefan Kainath
Stefan Kainath (* 17. September 1964 in Ebern) ist ein deutscher Karate-Sportler. Er wurde in den Jahren 2003 und 2011 WKA-Weltmeister in der Disziplin Waffen-Formen. Außerdem ist er Bundestrainer für Formen in der WKU sowie Sportkarate-Trainer beim Turnverein 1891 Appenheim e. V. Er ist Berufssoldat im Dienstgrad Oberstabsfeldwebel und seit 1992 in der Spitzensportförderung eingesetzt, derzeit als Leiter der Sportfördergruppe der Bundeswehr Mainz. Davor leitete er die Sportfördergruppen in Tauberbischofsheim (1992–1996) und Hannover (1996–2006). Seit Oktober 2019 hat Stefan Kainath sein Dienstzeitende erreicht und ist pensioniert.

## Biografie
Kainath ist in Unterfranken aufgewachsen. Im Jahr 1974 begann er in Bad Kissingen mit dem Kampfsport und betrieb mehrere Stilrichtungen wie Karate, Judo und Aikido. Im Jahr 1982 gründete er eine Sportkarate-Abteilung in der DJK Schweinfurt und ist seit dieser Zeit als Trainer tätig.
Neben der Disziplin Pointfighting (Semikontakt-Karate), wo ähnlich wie beim Fechten der Punkt nach den Stop-Kommando vom Hauptkampfrichter angezeigt wird, trainierte er vor allem Kata, ein genau festgelegter Bewegungsablauf aus Block- und Angriffstechniken, also ein Kampf gegen imaginäre Gegner. Neben den traditionellen Kata (Formen) trainiert er auch selbst choreographierte Freestyle-Formen zu Musik, auch mit traditionellen asiatischen Waffen wie z. B. dem Bo (Langstock).
Kainath ist in Sportkreisen als Steve Kainath bekannt. Er startete auf Wettkämpfen neben dem Pointfighting in den Formen-Klassen Traditionell, Freestyle und Waffen. Seit 1995 konzentriert er sich hauptsächlich auf die Waffen-Formen-Klasse, wo er seine größten Erfolge erzielte. Seit 1995 ist er in der Nationalmannschaft der World Karate and Kickboxing Association (WKA) Deutschland und nahm als einziger Sportler weltweit an allen Weltmeisterschaften der WKA seit 1995 teil. Er wurde 2003 und 2011 Weltmeister und gewann bei seinen dreizehn aktiven WM-Teilnahmen zehn Medaillen (2 × Gold, 5 × Silber und 3 × Bronze), außerdem wurde er 14-mal Deutscher Meister. Auch als Trainer konnte er Erfolge erzielen: seine Schüler gewannen 15 WM-Medaillen, wobei drei auf das Konto seiner Frau Rangsee gingen, die im Jahr 1997 in Dublin Weltmeisterin im Pointfighting bis 50 kg wurde. Im Jahr 2002 wurde er Bundestrainer der WKA Deutschland für die Klassen Freestyle- und Waffen-Formen und betreute zusammen mit Erich Albrecht aus Erfurt das deutsche National-Team bei der WM in Italien. Seit 2003 ist er Chef-Bundestrainer „Formen“ und betreut seit diesem Zeitpunkt die Kaderathleten in allen Formen-Klassen.
Seit April 2006 war der Berufssoldat, damals im Dienstgrad eines Hauptfeldwebels, in der Sportfördergruppe der Bundeswehr Mainz eingesetzt. Bis September 2019 war er Oberstabsfeldwebel und deren Leiter. Kainath wohnt seit 2006 mit seiner Frau und seinen beiden Kindern in Appenheim. Seit Mai 2007 leitet er eine Sportkarate-Gruppe beim Turnverein 1891 Appenheim.

## Erfolge als Wettkämpfer
- WKA-Wettkämpfer des Jahres 1997 und 2000 (Formen)
- Kickboxer des Jahres 1995 (Formen)
- WKA-Weltmeister 2003 und 2011 (Waffen-Formen)
- WKA-Vize-Weltmeister 1999, 2000 und 2005 (Waffen-Formen)
- WKA-Vize-Weltmeister 2007 (Team-Form Freestyle mit Kathrin Schröter, Angelina Meier und Mario Worzfeld)
- WKU-Vize-Weltmeister 2013 (Team-Form Freestyle mit Indira Lehr)
- WKA-WM-Bronzemedaillengewinner 1997, 2006 und 2007 (Waffen-Formen)
- WKA-World-Cup-Doppelsieger 2001 (Waffen-Formen Freestyle und traditionell)
- 3. Platz Battle of Atlanta 1998 (Black Belt weapons executive men)
- WKA-Vize-Europameister 2005 (Team-Form Freestyle mit Oliver Jürgensen)
- Europa-Cup-Sieger 1994 (Waffen)
- Formen-Grandchampion Dacascos Open 1997 und 1999
- 3-facher Weapon-Grandchampion International Martial Arts Tournament (95, 96, 97)
- WKA-Czech-Open-Sieger 1997 (Freestyle-Formen)
- Internationaler Deutscher Meister 1997, 1998 und 2000 (Waffen)
- German-Open-Sieger 1997 (Waffen-Formen)
- WKA-German-Masters-Sieger 1998 und 2001 (Formen)
- 14 mal Deutscher Meister 1994–2013 (Formen und Waffen)
- German-Classics-Sieger 1997 und 1998 (Waffen - BAE und WKA)